# 方令正
方令正（英語：Eddie Fong Ling Ching，1953年—），香港電影導演，1967年畢業於佛教黃焯菴小學上午校。他早年为香港电视台写剧本。至英國學電影返港後执导的第一部電影以唐朝末年著名女詩人魚玄機故事《唐朝豪放女》让他聲名大噪、之后執导《郁达夫传奇》、《川岛芳子》等片皆廣獲好評。其妻罗卓瑶也是導演，1995年夫妻倆移民澳洲。

## 電視劇
- 1978《郎心如鐵》(麗的電視)
- 1978《新大丈夫》(麗的電視)
- 1979《新變色龍》(麗的電視)
- 1979《大白鯊》(麗的電視)
- 1980《風雲》(無綫電視)
- 1980《發現灣》(無綫電視)
- 1980《輪流傳》(無綫電視)

## 電影
- 1984《唐朝豪放女》主演：夏文汐、万梓良
- 1988《郁達夫傳奇》主演：周潤發、霍達華
- 1990《川岛芳子》主演：梅艳芳、刘德华
- 1994《非常偵探》主演：張學友、范曉萱